# Jim Hamilton
James Leigh Hamilton (Swindon, 17 novembre 1982) è un ex rugbista a 15 britannico che giocava nel ruolo di seconda linea; a livello internazionale vanta 63 presenze con la Scozia.

## Biografia
Nato a Swindon, in Inghilterra, Hamilton cominciò a formarsi rugbisticamente nelle giovanili del Leicester. Soprannominato "Big Jim" per le sue notevoli dimensioni fisiche, alto 203 cm e pesante 125 kg, Hamilton iniziò a giocare a livello professionistico continuando a militare nel Leicester dal 2003 al 2008. Con il club inglese vinse la Premiership 2006-07.
Nonostante abbia in precedenza rappresentato l'Inghilterra a livello giovanile, approfittando delle origini scozzesi di suo padre, Jim Hamilton poté optare per la Scozia facendo il suo debutto internazionale l'11 novembre 2006 nella partita contro la Romania vinta 48-6 a Murrayfield. In quella occasione Hamilton fu anche il millesimo giocatore a vestire la maglia della nazionale scozzese. In seguito venne pure convocato per disputare la Coppa del Mondo di rugby 2007.
Terminata la sua esperienza di club con il Leicester, nel 2008 Hamilton si trasferì in Scozia per giocare con l'Edinburgh Rugby per due stagioni. Quindi fece nuovamente ritorno in Inghilterra unendosi al Gloucester. Nel frattempo ricevette la convocazione per la Coppa del Mondo di rugby 2011 disputata in Nuova Zelanda. Nel 2013 lasciò il Gloucester per andare a giocare un anno in Francia con il Montpellier, successivamente si legò agli inglesi dei Saracens.

## Palmarès
- Premiership: 3
Leicester: 2006-07
Saracens: 2014-15, 2015-16
- Coppe Anglo-Gallesi: 3
Leicester: 2006-07
Gloucester: 2010-11
Saracens: 2014-15
- Champions Cup: 2
Saracens: 2015-16, 2016-17